# Perunika
Perunika (někdy také „Bohemica“) byl prehistorický mikrokontinent, který se v ordoviku utvořil severně od jižního pólu odloučením od superkontinentu Gondwana. Na tomto kontinentu navíc vznikla v JZ-SV směru mělká propadlina pražské pánve, která se zaplnila ordovickým mořem. Perunika se celou svou historii pohybovala směrem na sever, kam ji tlačil africký kontinent, až narazila na Baltiku. Tlaky mezi těmito kontinenty vedly k vyklenování dna pražské pánve a tedy změlčování a ústupu moře. Následným alpínským vrásněním v terciéru vznikala pohoří tzv. České vysočiny, tj. česká hraniční pohoří Šumava, Krkonoše-Jeseníky, Krušné hory a další geomorfologické subprovincie. 